# مايكون باربيران
مايكون باربيران (بالبرتغالية: Andréia dos Santos) (30 أبريل 1977 بلاخيس في البرازيل - ) هي لاعبة كرة قدم برازيلية في مركز الوسط، شاركت في الألعاب الأولمبية الصيفية 2008 والألعاب الأولمبية الصيفية 2004 والألعاب الأولمبية الصيفية 2000.

## وصلات خارجية
- مايكون باربيران على موقع الاتحاد الدولي (مؤرشف)  (الإنجليزية)
- مايكون باربيران على موقع قاعدة بيانات كرة القدم.إي يو (الإنجليزية)
- مايكون باربيران على موقع أوليمبيديا (الإنجليزية)
- مايكون باربيران على موقع اللجنة الأولمبية البرازيلية (البرتغالية)